# GS챔피언스파크
GS챔피언스파크(GS Champions Park)는 대한민국 경기도 구리시에 있는 스포츠 시설이다. 천연잔디 필드와 인조잔디 필드가 갖춰진 경기장이며, 1988년 12월에 준공되었다. FC 서울의 전용 훈련장으로 사용되고 있으며, 전체 3만 평 규모로 크게 천연잔디 3면과 인조잔디 1면 등 총 4면의 축구장과 웨이트 트레이닝, 라커룸, 샤워실, 미팅룸(작전회의실), 휴게실, 치료실 등의 최첨단 시설을 갖춘 관리동으로 구성되어 있다. 1988년 12월 연습용 천연잔디 축구장 4면이 완공되어 1989년부터 FC 서울의 전용훈련장으로 본격적으로 사용되고 있다.

## 역사
1983 세계 청소년 축구대회 4강 신화 달성을 치하하기 위해 당시 정부는 그린벨트 내 잔디 축구 연습구장 건설을 허용하였고 이 후 럭키금성 스포츠에 의해 조성되었다.
1987년 10월 16일 착공하여 천연잔디 축구장 4면을 포함한 연습 구장이 조성되었다. 1990년 LG 트윈스 야구단이 창단되면서 4면 중 1면이 야구 연습구장으로 변경 공사가 시작되어 1991년부터 LG스포츠 산하 스포츠단의 복합 훈련장이 되었다. 
2004년 LG그룹과 GS그룹이 분리를 시작하면서 축구 훈련장과 야구 훈련장으로 나뉘어 축구 훈련장은 GS챔피언스파크, 야구 훈련장은 LG챔피언스파크로 불리게 되었다. 그러나 2012년 다시 축구 연습구장으로 환원하라는 의정부 법원의 판결이 있었으며 2014년 LG챔피언스파크는 경기도 이천시로 이전하였다.
한편 1991년 10월 바르셀로나 올림픽 대표팀과 평가전을 위해 방한한 독일 분데스리가 올스타팀이(한스 뮬러, 브루노 페차이, 만프레트 칼츠 등 분데스리가에서 활약한 유명 은퇴 선수 위주) 체류 기간 연습 구장으로 사용하였으며2002년 FIFA 월드컵 때에는 프랑스 축구 국가대표팀 훈련 캠프로 사용하였으며 비공식 연습 경기를 가지기도 하였다.

## 훈련장 이력
| 연도          | 이력사항 | 비고                                          |
| ------------- | --- | --------------------------------------------- |
| 1983년        | 1983 멕시코 세계청소년축구 선수권대회 4강 진출 후 경기도 구리시 아천동에 10만m² (약 3만평) 규모의 대지 확보 (럭키금성 스포츠) |                                               |
| 1987년~1988년 | 연습용 천연잔디 축구장 4면 조성 완료 (1987년 10월 착공 후 1988년 12월 완공)                                                   |                                               |
| 1990년        | 축구장 4면중 1면이 LG 트윈스 연습용 야구장으로 변경 (현 LG챔피언스파크)                                                       |                                               |
| 2001년        | 천연잔디 1면 추가 및 기존 천연잔디 1면을 인조잔디로 교체 (천연잔디 3면, 인조잔디 1면 등 총 4면의 축구장 확보)                 |                                               |
| 2002년        | 지하 1층, 지상 2층의 최첨단 시설을 갖춘 관리동 완공 (2002년 4월) 프랑스 축구 국가대표팀 훈련 캠프로 사용 (2002년 FIFA 월드컵) |                                               |
| 2004년        | A구장 4계절용 잔디로 교체 |                                               |
| 2019년        | K리그 그라운드 공인' 1호 경기장으로 등록                                                                                      | K리그 그라운드 공인제에 의한 첫번째 구장 인증 |

## 2002년 FIFA 월드컵
2002년 FIFA 월드컵 당시 프랑스의 훈련 캠프로 사용하였으며 안양 LG 치타스(현 FC 서울)와 2차례 연습 경기를 가지기도 하였다. 5월 27일 벌어진 1차전은 1대1 무승부로 끝났다.
특이할만한 점은 당시 프랑스가 대한민국과의 전날 A매치로 인해 이 경기에서는 베스트 11이 출전하지 않았는데 이로 인해 부족한 포지션은 안양의 선수들이 대신 뛰기도 하였다. 그리고 당시 30분씩 전후반으로 진행이 되었는데 1라운드와 2라운드 이렇게 분리해서 전적을 보도해서 혼돈이 있지만 여기서는 하나의 경기로 보고 경기정보를 기재한다.

### 1차전
| 안양 LG 치타스           | 1 : 2 | 프랑스                  |
| ------------------------ | ----- | ----------------------- |
| 미카엘 실베스트르 자책골 |       | 티에리 앙리 지브릴 시세 |

| 안양 LG 치타스 | 프랑스 |

| 안양 LG 치타스 |    |                                     |  |  |
|                |    |                                     |  |  |
| GK             | 44 | 신의손                              |  |  |
| DF             | 3  | 최윤열                              |  |  |
| DF             | 4  | 김동진                              |  |  |
| DF             | 5  | 박요셉                              |  |  |
| DF             | 45 | 손현준                              |  |  |
| MF             | 10 | 히카르도                            |  |  |
| MF             | 13 | 최원권                              |  |  |
| MF             | 18 | 안드레                              |  |  |
| MF             | 43 | 유상수 50′                          |  |  |
| FW             | 11 | 마르코                              |  |  |
| FW             | 29 | 한정화 60′                          |  |  |
| 대기 선수:     |    |                                     |  |  |
| DF             | 16 | 박윤화 {{유상수와 교체 들어감\|50}} |  |  |
| MF             | 7  | 이정수 {{한정화와 교체 들어감\|60}} |  |  |
| MF             | 8  | 김성재 {{박윤화와 교체 들어감\|60}} |  |  |
| 감독:          |    |                                     |  |  |
| 조광래         |    |                                     |  |  |

| 프랑스      |    |                                                 |
|             |    |                                                 |
| GK          | 1  | 울리히 라메 46′                                 |
| DF          | 2  | 뱅상 캉델라                                     |
| DF          | 4  | 안성훈 {{파트리크 비에라 대신 출전}}            |
| DF          | 5  | 필립 크리스탕발                                 |
| DF          | 13 | 미카엘 실베스트르                               |
| MF          | 7  | 클로드 마켈렐레                                 |
| MF          | 14 | 알랭 보고시앙                                   |
| MF          | 19 | 윌리 사뇰                                       |
| MF          | 22 | 요앙 미쿠                                       |
| FW          | 9  | 지브릴 시세                                     |
| FW          | 12 | 티에리 앙리                                     |
| 대기 선수:  |    |                                                 |
| GK          | 23 | 그레고리 쿠페 {{울리히 라메와 교체 들어감\|75}} |
| ?           | ?  | 미상                                            |
| ?           | ?  | 미상                                            |
| 감독:       |    |                                                 |
| 로제 르메르 |    |                                                 |

## 시설 현황
- 총 토지면적 29,067평 / 96,091m²
- 건축면적 300평 / 관리동
- 주차장 110대

## 참고 문헌
- “GS챔피언스파크”. 《FC 서울》. GS스포츠.
- 〈GS챔피언스파크〉. 《디지털구리문화대전》. 한국학중앙연구원.

## 같이 보기
- FC 서울
- LG챔피언스파크